# Sh2-278
Sh2-278 est une nébuleuse en émission visible dans la constellation d'Orion.
On l'observe dans la partie ouest de la constellation, à environ 3° à l'ouest de la nébuleuse d'Orion et 3° au nord nord-est de l'étoile brillante Rigel, la plus brillante d'Orion. Elle peut être facilement photographiée grâce à un télescope amateur de puissance moyenne équipé de filtres spéciaux, même si de longues expositions sont nécessaires. N'ayant qu'une déclinaison de 5 ° sud, elle peut être facilement observée depuis toutes les zones peuplées de la Terre. La période la plus favorable pour son observation dans le ciel du soir est de décembre à avril.
Il s'agit d'un fragment des nuages de gaz qui composent le nuage d'Orion. Comme les autres nuages périphériques du complexe, celui-ci présente également des signes d'érosion dus à l'onde de choc provoquée par le vent stellaire des étoiles brillantes de classe spectrale O et B appartenant à l'association Orion OB1, qui sont également source d'ionisation. Fondamentalement, la nébuleuse est composée de deux émanations de gaz, la tête faisant face à l’association et l'émanation dispersée faisant face au côté opposé. Une partie du gaz qui compose le nuage n'est pas ionisée, restant donc sombre, tandis que d'autres parties sont éclairées mais non ionisées, donc brillantes par réflexion,.